# 기부 앤 테이크 사세요
《기부 앤 테이크 사세요》는 MBN에서 방송된 예능 프로그램이다.

## 출연진

### MC
- 이휘재
- 유라
- 문세윤
- 김인석